# Marklkofen
Marklkofen er en kommune i Landkreis Dingolfing-Landau i Niederbayern i den tyske delstat Bayern, med knap 3.700 indbyggere.

## Geografi
Marklkofen ligger i Region Dingolfing og udgør sammen med Reisbach og Frontenhausen landskabet "Mittlere Vilstal", hvor den opstemmede Vilstalsee ligger.
Der følgende landsbyer og bebyggelser: Marklkofen, Poxau, Steinberg, Straßwimm, Frauenbiburg.